# Sjöbo sommarby och Svansjö sommarby
Sjöbo sommarby och Svansjö sommarby is een nederzetting in de gemeente Sjöbo in Skåne de zuidelijkste provincie van Zweden. De plaats heeft 608 inwoners (2005) en een oppervlakte van 90 hectare.